# دانييل جميلة عمران مين
دانييل مين (بالفرنسية: Djamila Amrane-Minne) (13 أغسطس 1939 في نويي سور سين - فبراير 2017) كانت واحدةً من الفتيات الأوروبيات القلة المدانات بسبب مساعدة جبهة التحرير الوطني خلال الحرب الجزائرية. تم الحكم على والدتها جاكلين نتر- مين - جيروج وزوجها عبد القادر جيروج، بالموت باعتبارهما شريكين لفرناند إفيتون، الأوروبي الوحيد الذي تم تجنيده من أجل دوره في الثورة الجزائرية. لم تُعدم والدتها أبداً، ويرجع ذلك جزئيًا إلى حملة قامت بها سيمون دي بوفوار نيابة عنها. كما تم إطلاق سراح زوج أمها.
انضمت دانييل مين إلى النضال عندما كانت في السابعة عشرة من عمرها، حيت كانت معروفةً بالاسم الحركي جميلة. تعتبر مين من المقاتلات في الحرب الجزائرية المعروفة باسم الفديات. وقالت إنها «زرعت قنبلتين على الأقل خلال معركة الجزائر، وانضمت إلى المقامرة في ولاية 3 في عام 1957». وصف المؤرخ، أليستير هورن، إحدى مهام مين:
«الأهداف كانت تلقائية، حانة الطلاب المفضلة في شارع ميشيليت، الكافتيريا المقابلة (المرة الثانية انتهت) وكوك هاردي، براسيري شعبي... وضعت في مرحاض السيدات، أصابت قنبلة دانييل مين فتاة صغيرة والعديد من الآخرين بجروح خطيرة».
اعتقلت وسجنت في ديسمبر 1956، وحكمت عليها في 4 ديسمبر 1957 بالسجن لمدة 7 سنوات من قبل محكمة الأحداث.
بعد تحريرها في عام 1962، كتبت أطروحة دكتوراه حول مشاركة المرأة الجزائرية في الحرب، بناءً على مقابلات مع ثمانية وثمانين امرأة بين عامي 1978 و1986، تم نشر الرسالة في وقت لاحق ككتاب بعنوان «(المرأة في الحرب الجزائرية كارتال، باريس)». كان الكتاب أساسًا لفيلم الجزائر: نساء في الحرب بقلم بارميندر فير.
أصبحت دانييل مين جميلة بالزواج في عام 1964. عملت لاحقًا في جامعة الجزائر، ولكن بحلول عام 1999، كانت أستاذة في التاريخ والدراسات النسوية في جامعة تولوز.

## النساء في الحرب الجزائرية
نساء عمران في الحرب الجزائرية، «لا تزال الدراسة التاريخية الكبرى حول مشاركة المرأة في الحرب الجزائرية» وحددت ليس فقط سبب مشاركة المرأة، ولكن أيضًا الأدوار المختلفة للمرأة ومساهماتها. جبهة التحرير الوطني، يعتمد بحثها أساسًا على مقابلات مع ناشطات في جبهة التحرير الوطني  ويتكون من «ثمانية وثمانين مقابلة من المقاتلات الجزائريات». بصفتها متشددًا بنفسها، كانت مين «في موقع متميز لإجراء مقابلات تكتشف التجارب الحميمة للمرأة المتشددة». ومع ذلك، من المهم أيضًا تدريب عمل الناشطة في مجال «التأثير من خلال إعادة إعمارها وفهم دورها في الحرب».
مين تقيد نفسها من خلال أنها أوضحت أنها تعرضت للتعذيب ولكن شيئا لتتركه دون مقابل في هذا الشكل. كان الأساس المنطقي وراء ذلك هو "بالنظر إلى الصدمة التي لحقت بضحايا التعذيب، فإنه لم يشعر أنه يمكن أن يقابل رعاياها في محنتهم، من وجهة نظرهم، أثبت صمتهم رغبتهم في نسيان حلقة صادمة". وبهذا المعنى، فإن نساء مين في الحرب الجزائرية يكسر الصمت المحيط بمشاركة المرأة في الحرب، ومع ذلك يساهم في الصمت فيما يتعلق بالتعذيب وعواقبه النفسية" التي ستستمر لعقود بعد استقلال الجزائر. لن يتم إحياء ذكرلويزة إغيل أحريز حتى وقت لاحق، مما يكشف بمزيد من التفصيل عن طبيعة التعذيب خلال الحرب الجزائرية.
أكمل عمران أيضًا بحثًا مهمًا حول تقدير النساء اللاتي شاركن في الحرب الجزائرية باستخدام سجل وزارة المجاهدين. وخلصت إلى أنه «كان هناك 10.949 من الناشطات في جبهة التحرير الوطني-ألن، 3.10 في المئة من إجمالي عدد أعضاء جبهة التحرير الوطني.»

## أعمال
Women and Politics in Algeria from the War of Independence to Our Day نسخة محفوظة 21 يوليو 2011 على موقع واي باك مشين. البحث في الأدب الأفريقي 30.3 (1999) 62-77